# Туздибастауський сільський округ
Туздибаста́уський сільський округ (каз. Тұздыбастау ауылдық округі, рос. Туздыбастауский сельский округ) — адміністративна одиниця у складі Талгарського району Алматинської області Казахстану. Адміністративний центр — село Туздибастау.
Населення — 21693 особи (2021; 12577 у 2009, 9182 у 1999, 7723 у 1989).
Станом на 1989 рік існувала Калінінська сільська рада (села Калініно, Кизилту). Пізніше село Кизилту увійшло дщо складу Панфіловського сільського округу. 2023 року територія площею 7,17 км2 була передана до складу Жетигенського сільського округу Ілійського району.